# 搶劫暴徒
《搶劫暴徒》（英語：Rob the Mob）是一部2014年的美國愛情犯罪電影，由雷蒙·迪·費立達執導，喬納森·費爾南德斯編劇。本片是改編自真實故事，主演是米高·彼特、妮娜·阿里安达、安迪·加西亞、雷·羅曼諾、艾達·特托羅、法蘭克·華利、邁克·瑞斯波利和喬瑟夫·R·葛納斯柯利。本片於2014年3月21日上映。

## 演員
- 米高·彼特 飾 湯米·烏瓦
- 妮娜·阿里安达 飾 蘿西·烏瓦
- 安迪·加西亞 飾 Big Al
- 雷·羅曼諾 飾 Jerry Cardozo
- 艾達·特托羅 飾 Anna
- 法蘭克·華利（英语：Frank Whaley） 飾 探員Frank Hurd
- 邁克·瑞斯波利 飾 Sal
- 喬瑟夫·R·葛納斯柯利（英语：Joseph R. Gannascoli） 飾 唐（英语：Dominick Pizzonia）
- 柏特·楊（英语：Burt Young） 飾 Joseph Delmonico（又名Joey D）
- 葛芬·唐納（英语：Griffin Dunne） 飾 Dave Lovell
- 尤·瓦茲奎茲（英语：Yul Vazquez） 飾 文森特·巴夏諾（英语：Vincent Basciano）
- 艾美·慕琳斯 飾 Carrie
- 傑瑞米·艾倫·懷特 飾 Bobby
- Silvestre Rasuk（英语：Silvestre Rasuk） 飾 無家可歸的男人
- Luke Fava 飾 Robbie
- Adam Trese 飾 Assistant Director Ryan
- 加里·帕斯托雷（英语：Garry Pastore） 飾 薩米·格拉瓦諾
- 萨米拉·威利 飾 探員Annie Bell
- Matthew Blumm 飾 Marco
- Danielle Montezinos 飾 Jumela
- Teddy Coluca 飾 Joe Butch
- 布魯斯·阿特曼（英语：Bruce Altman） 飾 Gotti的檢察官

## 製作
本片於2013年5月在紐約市的曼克頓開始拍攝。

## 外部連結
- 互联网电影数据库（IMDb）上《搶劫暴徒》的资料（英文）
- 爛番茄上《搶劫暴徒》的資料（英文）